# 塞達利亞 (肯塔基州)
塞達利亞（英語：Sedalia）是位於美國肯塔基州格雷夫斯縣的一個人口普查指定地區。

## 人口
根據2020年美國人口普查的數據，塞達利亞的面積為3.08平方千米，當中陸地面積為3.07平方千米，而水域面積為0.01平方千米。當地共有人口279人，而人口密度為每平方千米90.58人。